# Unfamiliar Faces
Unfamiliar Faces es el segundo álbum de estudio del intérprete y compositor estadounidense Matt Costa. Fue lanzado el mercado a principios de 2008, después de que Costa y Tom Dumont, guitarrista de No Doubt y productor y amigo del artista se reunieran en la primavera del 2007 para grabar las 12 canciones del disco.
En su semana de debut, Unfamilar Faces se colocó en el número 59 de la lista de ventas estadounidense Billboard 200 con cerca de 11.000 copias vendidas.

## Lista de canciones
1. "Mr. Pitiful" - 2:56
2. "Lilacs" - 4:15
3. "Never Looking Back" - 4:04
4. "Emergency Call" - 4:59
5. "Vienna" - 4:04
6. "Unfamiliar Faces" - 4:06
7. "Cigarette Eyes" - 3:18
8. "Downfall" - 2:47
9. "Trying To Lose My Mind" 3:52
10. "Bound" - 5:09
11. "Heart Of Stone" - 3:54
12. "Miss Magnolia" - 3:19

European bonus track:

13. "Lovin'" - 1:52